# Botafogo FR
Botafogo de Futebol e Regatas (z.d. Botafogo Fußball und Regatten), im deutschsprachigen Raum allgemein bekannt als Botafogo FR, ist ein in der brasilianischen Metropole Rio de Janeiro beheimateter Sportverein. Sein internationales Renommee bezieht der Klub vornehmlich von seiner Fußballabteilung. Weltstars wie Garrincha und Nílton Santos machten den Club ab Beginn der zweiten Hälfte des 20. Jahrhunderts berühmt und erfolgreich.
Der Verein, der im gleichnamigen Viertel Botafogo von Rio de Janeiro begründet wurde, ist einer der vier großen Fußballvereine der Stadt und gehört zu den traditionsreichsten Brasiliens. Von den Lesern des FIFA-Magazins wurde er unter den großen Vereinen des 20. Jahrhunderts im Dezember 2000 auf Rang zwölf gewählt. Die großen Stadtrivalen Botafogos sind Flamengo, Fluminense und Vasco da Gama. Die Spiele gegen Fluminense werden als Clássico Vovô (Opa-Klassiker) bezeichnet, da dieses als das älteste Derby Rios gilt. Das erste Spiel zwischen den Klubs wurde am 22. Oktober 1905 ausgetragen und endete 6:0 für Fluminense.
Das Vereinssymbol ist ein weißer Stern auf schwarzem Grund. Die Mannschaft spielt seit der Gründung in schwarz-weiß-längsgestreiften Trikots und schwarzer Hose.
Die Fußballabteilung des weiland mit einer Milliarde Reais verschuldeten Vereins wurde Ende 2021 als Aktiengesellschaft (Sociedade Anônima de Futebol) aus dem Verein ausgegliedert und Anfang 2022 für 100 Millionen Reais zu 90 % von der Eagle Football Holdings Limited des US-amerikanischen Investors John Textor übernommen. Zu dieser Holding gehören auch Crystal Palace (40 %), Olympique Lyon (ca. 90 %) und RWD Molenbeek (80 %).

## Geschichte

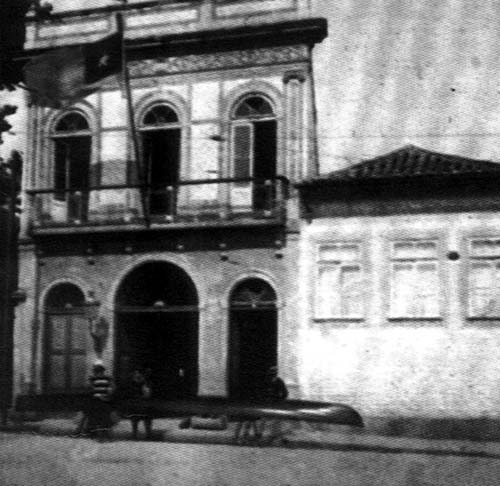
Das erste Hauptquartier des Clube de Regatas

Am 1. Juli 1894 wurde der Clube de Regatas Botafogo als Ruderclub im Stadtteil Botafogo gegründet und wurde bald einer der erfolgreichsten seiner Art in Rio. Zu dieser Zeit war Rudern der populärste Sport in Brasilien. Auch Flamengo und Vasco da Gama waren zu dieser Zeit als Ruderclubs gegründet worden.
Zehn Jahre später, am 12. August 1904, wurde in Botafogo Flávio Ramos und Emmanuel Sodré, Studenten am Colégio Alfredo Gomes, ein Fußballverein gegründet: der Electro Club. Noch im gleichen Jahr änderte der Verein den Namen in Botafogo Football Club und hatte die gleichen Farben (schwarz und weiß) und das gleiche Emblem, wie der Ruderclub. Der BFC gehörte zu den acht Mannschaften, die 1906 die erste Meisterschaft Rios austrugen und gewann das Campeonato Carioca 1907, 1910 und 1912. Im Jahr 1913 am 13. März bestritt der BFC sein erstes Spiel gegen den späteren Lokalrivalen Flamengo. Dieses ging 1:0 verloren. Weitere Staatsmeisterschaften sollten ab 1930 folgen. Im Dezember 1942 schlossen sich der Fußballverein und der Ruderclub Botafogo schließlich unter dem Namen Botafogo de Futebol e Regatas zusammen.
Die ruhmreichste Zeit hatte Botafogo, als Garrincha, den noch heute viele in Brasilien für den besten brasilianischen Fußballer aller Zeiten halten, 1953 verpflichtet wurde. Mit Didi, Nílton Santos und Mário Zagallo spielten noch drei weitere Weltmeister von 1958 und 1962 für Botafogo, Amarildo wurde 1962 als Ersatz für Pelé Weltmeister. Didi wurde 1958 und Garrincha 1962 zum besten Spieler der jeweiligen Turniere gewählt. 1968 gewann Botafogo die Taça Brasil und damit gleichbedeutend seinen ersten Meistertitel.

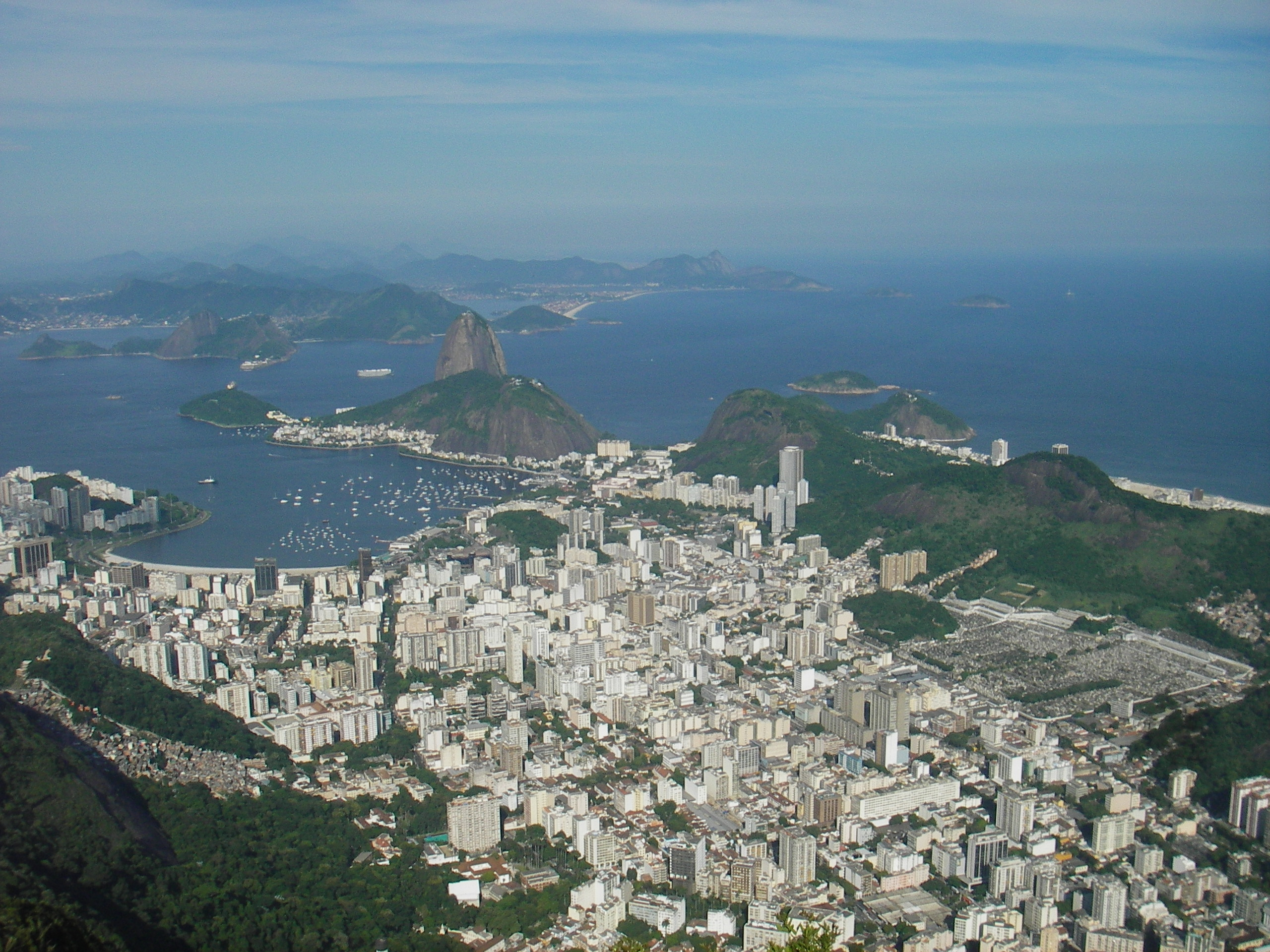
Botafogo in Rio de Janeiro

Auch die nachfolgende Spielergeneration hatte herausragende Akteure. In der brasilianischen Mannschaft, die 1970 Weltmeister wurde, spielten Gérson und Jairzinho für Botafogo. Trainiert wurde die 1970er Seleção von Mário Zagallo, der Trainer von Botafogo gewesen war, bis einige Monate vor Beginn der Weltmeisterschaft der brasilianische Verband den damaligen Nationalmannschaftstrainer João Saldanha entließ und stattdessen Zagallo engagierte.
In den 1970er Jahren begann ein Niedergang des Vereins. Die Stars wurden verkauft, ebenso wie der Vereinssitz, der unter ungeklärten Umständen abgegeben wurde und erst 1993 zurückerworben werden konnte. Mit dem zeitweiligen Wechsel auf die andere Seite der Guanabara-Bucht, in die als gerade noch als Vorort von Rio ansehbare Nachbarstadt Niterói, verlor der Verein für viele Fans seine Identität. Eine Besonderheit in den 70er war aber der Zeitraum vom 16. Oktober 1977 und 16. Juli 1978, wo Botafogo in 42 Spiele ohne Niederlage blieb. Dem Klub gelangen 25 Siege und 17 Unentschieden.
1989, 1990 und 1997 gelang Botafogo wieder der Gewinn der Staatsmeisterschaft von Rio de Janeiro. Zwei weitere der größten Erfolge gelangen in den 1990er Jahren. Nachdem 1993 bereits die südamerikanische Copa Conmebol, vergleichbar dem europäischen UEFA-Pokal, gewonnen wurde, gewann Botafogo 1995 zum zweiten Mal die brasilianische Meisterschaft.
2002 stieg der Verein als Tabellenletzter aus der ersten Liga ab. Im folgenden Jahr gelang der Wiederaufstieg. Botafogos Platzierungen pendelten daraufhin zwischen Mittelfeld und Abstiegsrängen, auch wenn der Verein sich von 2005 bis 2007 drei Mal in Folge für die Copa Sudamericana, den Nachfolgewettbewerb der Copa Conmebol, qualifizierte und 2006 die Staatsmeisterschaft Rio de Janeiros gewann. Nach weiteren Jahren der Mittelmäßigkeit erfolgte 2014 der zweite Abstieg in der Vereinsgeschichte. 2015 schaffte Botafogo den direkten Wiederaufstieg als Meister in die Série A zur Saison 2016. Hier verblieb der Klub bis einschließlich zur Saison 2020. Diese schloss man als Tabellenletzter ab, was den Abstieg in die Série B 2021 bedingte, stieg aber als Zweitligameister umgehend wieder auf. In der Saison 2023 hatte Botafogo nach der Hinrunde einen Vorsprung von 13 Punkten auf Platz zwei, wurde aber am Ende mit sechs Punkten Rückstand auf Platz eins nur Fünfter und der Qualifikation zur Copa Libertadores 2024, die Botafogo nach einem 3:1-Finalsieg gegen Atlético Mineiro gewann. Botafogo war bis dahin neben EC Bahia der einzige Verein aus dem ehemaligen Clube dos 13, der nie die Copa Libertadores gewinnen konnte. Im Dezember schloss sich der Gewinn der Série A 2024 an. Diese konnte am letzten Spieltag entschieden werden. Der Sieg in der Copa Libertadores qualifizierte den Klub zur Teilnahme am FIFA-Interkontinental-Pokal 2024. Hier unterlag Botafogo gleich im ersten Spiel und damit einzigem Spiel dem CF Pachuca aus Mexiko mit 0:3.

## Stadion
Botafogo trägt seine Heimspiele im Estádio Olimpico Nilton Santos aus. Das Stadion wurde für die Panamerikanischen Spiele 2007 neu erbaut und für die Olympischen Sommerspiele 2016 umgebaut. Das umgangssprachlich „Engenhão“ genannte Stadion hat ein Fassungsvermögen von rund 47.000 Zuschauern.
In früheren Dekaden trug der Club seine Heimspiele im Estádio de General Severiano in Botafogo aus, das 20.000 Zuschauern fasste. Das 1913 eingeweihte Stadion wurde 1977 abgerissen. In Ausnahmefällen kam es auch zu Heimspielen im Maracanã.

## Maskottchen

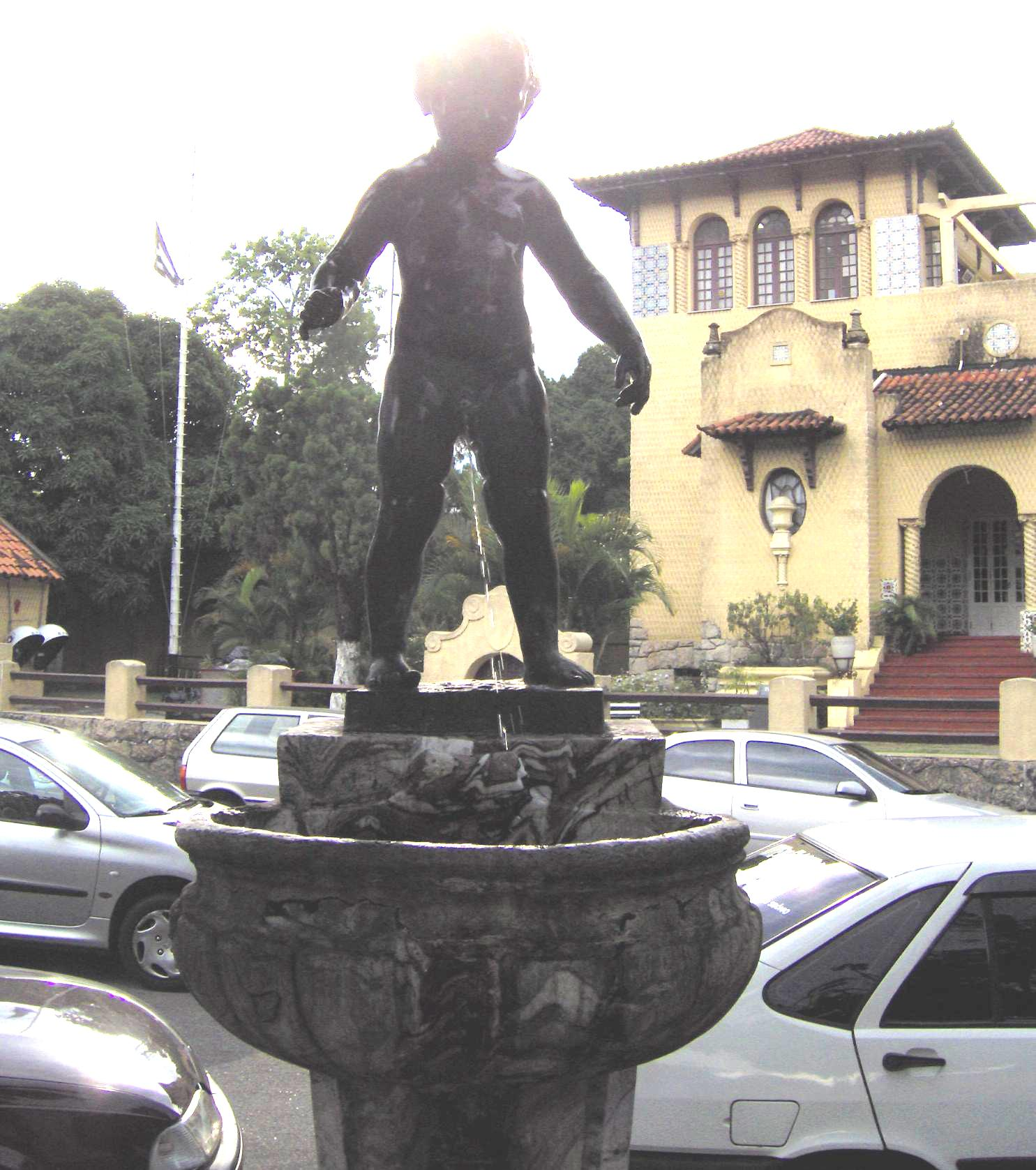
Manequinho vor dem Vereinssitz General Severiano

Wie alle brasilianischen Fußballvereine hat auch Botafogo sein Maskottchen. Lange Zeit war das die Comicfigur Donald Duck, in Brasilien Pato Donald genannt. 1991 verlangte aber der Walt-Disney-Konzern plötzlich Lizenzgebühren. Die Ente wurde seither offiziell durch das Manequinho, einer Statue vor dem Vereinssitz General Severiano, ersetzt, die eine starke Ähnlichkeit mit dem Brüsseler Wahrzeichen Manneken Pis aufweist, wenngleich „Manequinho“ in derivaten Abbildungen wenigstens den Oberkörper durch ein Botafogo Trikot verhüllt und auch ordentliche Fußballschuhe und Stutzen trägt.
Am populärsten ist bei den Fans aber der Hund Biriba, der schon in den erfolgreichen 1940er Jahren treue Dienste leistete, seit seinem Tod 1958 aber nicht mehr offiziell als Maskottchen verwendet wird. Der Hund selbst wird oft als das Tier-Symbol von Botafogo FR anerkannt, dafür sind Botafogo-Fans auch als Cachorrada (portugiesisch, „Hundemeute“) bekannt.

## Erfolge
- Copa Libertadores: 2024
- Copa Conmebol: 1993

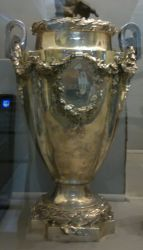
Meisterpokal von 1968

- Brasilianischer Meister: 1968, 1995, 2024
  - Taça Brasil: 1968
  - Série A: 1995, 2024

- Série B: 2015, 2021

- Torneio Rio-São Paulo: 1962, 1964 (gemeinsam mit FC Santos), 1966 (geteilt mit drei Klubs), 1998
- Staatsmeisterschaft von Rio de Janeiro: 1907 (gemeinsam mit Fluminense), 1910, 1912, 1930, 1931, 1932, 1934, 1935, 1948, 1957, 1961, 1962, 1967, 1968, 1989 (ungeschlagen), 1990, 1996, 1997, 2006, 2010, 2018
- Torneio Início do Campeonato Carioca: 1934, 1938, 1947, 1961, 1962, 1963, 1967, 1977
- Taça Guanabara: 1967, 1968, 1997, 2006, 2009, 2010, 2013, 2015
- Taça Rio: 1975, 1976, 1989, 1997, 2007, 2008, 2010, 2023, 2024

## Aktueller Kader
Stand: 18. August 2025
| Nr. |             | Position | Name                |
| --- | ----------- | -------- | ------------------- |
| 1   | Brasilien   | TW       | Raul Jonas Steffens |
| 2   | Brasilien   | AB       | Vitinho             |
| 4   | Uruguay     | AB       | Mateo Ponte         |
| 6   | Brasilien   | AB       | Cuiabano            |
| 7   | Brasilien   | ST       | Artur               |
| 8   | Argentinien | MF       | Álvaro Montoro      |
| 10  | Venezuela   | ST       | Jefferson Savarino  |
| 11  | Brasilien   | ST       | Matheus Martins     |
| 12  | Brasilien   | TW       | John Victor         |
| 13  | Brasilien   | AB       | Alex Telles         |
| 14  | Kolumbien   | MF       | Jordan Barrera      |
| 15  | Angola      | AB       | Bastos              |
| 16  | Brasilien   | ST       | Nathan Fernandes    |
| 17  | Brasilien   | MF       | Marlon Freitas      |
| 19  | Brasilien   | ST       | Kayke               |
| 20  | Argentinien | AB       | Alexander Barboza   |
| 21  | Brasilien   | AB       | Fernando Marçal     |
| 22  | Brasilien   | TW       | Neto                |

| Nr. |             | Position | Name               |
| --- | ----------- | -------- | ------------------ |
| 23  | Uruguay     | MF       | Santiago Rodríguez |
| 24  | Brasilien   | TW       | Léo Linck          |
| 25  | Brasilien   | MF       | Allan              |
| 28  | Brasilien   | MF       | Newton             |
| 30  | Argentinien | ST       | Joaquín Correa     |
| 31  | Brasilien   | AB       | Kaio               |
| 35  | Brasilien   | MF       | Danilo             |
| 39  | Uruguay     | ST       | Gonzalo Mastriani  |
| 40  | Ecuador     | TW       | Cristhian Loor     |
| 47  | Brasilien   | ST       | Jeffinho           |
| 57  | Brasilien   | AB       | David Ricardo      |
| 69  | Brasilien   | ST       | Rafael Lobato      |
| 77  | Brasilien   | MF       | Kauan Lindes       |
| 98  | Brasilien   | ST       | Arthur Cabral      |
|     | Brasilien   | TW       | Christiano Junior  |
|     | Brasilien   | AB       | Philipe Sampaio    |
|     | Spanien     | ST       | Chris Ramos        |

## Bedeutende Spieler
| - Nilo, 1927–1938; 3 × Torschützenkönig, WM-Teilnehmer 1930 - Martim Silveira, 1930–1932, 1935–1940; WM-Teilnehmer 1934, 1938 - Carvalho Leite, 1931–1941, 327 Spiele, 237 Tore - Patesko, 1934–1943; WM-Teilnehmer 1934, 1938 - Leônidas da Silva, 1935–1936: WM-Torschützenkönig 1938 - Heleno de Freitas, 1939–1948, 235 Spiele 209 Tore - Octávio Moraes, 1942–1953, 200 Spiele / 174 Tore, Copa América 1949 | - Nílton Santos, 1948–1964; Weltmeister 1958, 1962 - Garrincha, 1953–1965; Weltmeister 1958, 1962 - Mário Zagallo, 1958–1965; Weltmeister 1958, 1962 - Didi, 1957–1959, 1960er; Weltmeister 1958, 1962 - Amarildo, 1959–1963; Weltmeister 1962 - Paulo César, 1967–1972, 1977–1978; Weltmeister 1970 - Jairzinho, 1959–1974; Weltmeister 1970 - Gérson 1963–1969; Weltmeister 1970 - Alemão, 1981–1987; WM-Teilnehmer 1986, 1990 - Bebeto, 1998–1999; Weltmeister 1994 |

## Rekorde
| Rekordspieler |                   |        |      |                      |
| #             | Name              | Spiele | Tore | Jahre                |
| 1.            | Nílton Santos     | 723    | 11   | 1948–1964            |
| 2.            | Garrincha         | 612    | 243  | 1953–1965            |
| 3.            | Waltencir         | 453    | 6    | 1967–1976            |
| 4.            | Quarentinha       | 444    | 306  | 1954–1964            |
| 5.            | Manga             | 442    | 394* | 1959–1968            |
| 6.            | Carlos Roberto    | 442    | 15   | 1967–1976            |
| 7.            | Geninho           | 422    | 115  | 1940–1954            |
| 8.            | Jairzinho         | 413    | 186  | 1962–1974, 1981      |
| 9.            | Wágner            | 412    | 503* | 1993–2002            |
| 10.           | Osmar             | 387    | 4    | 1970–1979            |
| 11.           | Juvenal           | 384    | 12   | 1946–1957            |
| 12.           | Gérson dos Santos | 371    | 2    | 1945–1956            |
| 13.           | Wilson Gottardo   | 354    | 13   | 1987–1990, 1994–1996 |
| 14.           | Roberto Miranda   | 352    | 154  | 1962–1973            |
| 15.           | Pampolini         | 347    | 27   | 1955–1962            |
| 16.           | Mendonça          | 340    | 116  | 1975–1982            |
|               | * Torwart         |        |      |                      |

| Rekordtorschützen |                   |      |        |
| #                 | Name              | Tore | Spiele |
| 1.                | Quarentinha       | 306  | 444    |
| 2.                | Carvalho Leite    | 261  | 303    |
| 3.                | Garrincha         | 243  | 612    |
| 4.                | Heleno de Freitas | 209  | 235    |
| 5.                | Nilo              | 190  | 201    |
| 6.                | Jairzinho         | 186  | 413    |
| 7.                | Octávio Moraes    | 171  | 200    |
| 8.                | Túlio Maravilha   | 159  | 223    |
| 9.                | Roberto Miranda   | 154  | 352    |
| 10.               | Dino da Costa     | 144  | 176    |
| 11.               | Amarildo          | 136  | 231    |
| 12.               | Paulinho Valentim | 135  | 206    |
| 13.               | Nílson Dias       | 127  | 301    |
| 14.               | Mendonça          | 116  | 340    |
| 15.               | Geninho           | 115  | 422    |
| 16.               | Didi              | 114  | 313    |
| 17.               | Zezinho           | 110  | 174    |
| 18.               | Pascoal           | 105  | 158    |
| 19.               | Patesko           | 102  | 242    |
| 20.               | Gérson            | 96   | 248    |

## Trainer
Auswahl:
- Octávio Werneck (1906, 1908–1909), 1906 als Chef einer „technischen Kommission“
- Mário Aleixo (1918), erster bezahlter Trainer bei Botafogo.
- Ramón Platero (1927, 1928), erster ausländischer Trainer bei Botafogo.
- Nicolas Ladanyi (1930–1933), Meisterschaft von Rio 1930, 1932
- Izidor Kürschner (1939–1940), auch Meister mit Nürnberg und Grasshopper Zürich.
- Carvalho Leite (1941–1942, 1942–1943, 1950–1951, 1951–1952)
- Ondino Viera (1947)
- Ifigênio de Freitas Bahiense „Geninho“ (1949–1950, 1955, 1956–1957, 1964–1965)
- Zezé Moreira (1954–1955, 1955–1956, 1977)
- Mário Zagallo (1967–1970, 1974–1975, 1978, 1986), auch Weltmeister-Trainer 1970.
- Paulo Autuori (1986, 1995, 1998, 2001), Brasilianischer Meister 1995.
- Carlos Alberto (1993–1998, 2002–2003)
- Joel Santana (1997–1998, 2000, 2010)
- Sebastião Lazaroni (2000–2001)
- Eugênio Machado Souto „Geninho“ (2008)
- Marcos Paquetá (2018)
- Marcelo Chamusca (März 2021 – Juli 2021)

## Frauenfußball
Botafogo betreibt seit 1999 mit mehrjährigen Unterbrechungen auch eine Frauenfußballabteilung.